# Fridolin Laager
Fridolin Laager (* 27. Mai 1883 in Schöftland; † 20. Januar 1975 in Aarau) war ein Schweizer Politiker der Bauern-, Gewerbe- und Bürgerpartei (BGB).

## Biografie
Fridolin Laager wurde am 27. Mai 1883 als Sohn des Bezirksschullehrers Fridolin Laager sen. und der Susanna Karolina, geborene Matter, in Schöftland geboren. Nach dem Besuch der Kantonsschule Aarau belegte Laager ab 1903 ein Rechtsstudium an den Universitäten Genf, Zürich, Bern und Heidelberg, das er mit dem Dr. iur. abschloss. Nach dem Erwerb des aargauischen Fürsprecherpatents war er von 1907 bis 1909 als Gerichtsschreiber in Zurzach beschäftigt und führte ab 1909 ein eigenes Anwaltsbüro in Aarau. Daneben fungierte Fridolin Laager als Vorsitzender der 1919 gegründeten allgemeinen Wohnbaugenossenschaft, als Mitglied der Schulpflege Aarau und des Aargauischen Heilstättevereins.
Fridolin Laager, der dreimal verheiratet war, verstarb am 20. Januar 1975 im Alter von 91 Jahren in Aarau.

## Politisches Wirken
Auf stadtpolitischer Ebene amtierte Laager von 1918 bis 1937 als Vizestadtammann sowie von 1938 bis 1947 als Stadtammann in Aarau. Daneben wirkte er als gewählter Vertreter im aargauischen Grossen Rat, den er von 1935 bis 1936 präsidierte. Laager, der ursprünglich ein Mitglied der Freisinnig-Demokratischen Partei war, wechselte in den 1920er Jahren zur BGB. Fridolin Laager engagierte sich besonders im Bereich Ausbau der industriellen Betriebe, Planung neuer Baugebiete und kommunale Bodenpolitik.

## Weblink
- Sarah Brian Scherer: Laager, Fridolin. In: Historisches Lexikon der Schweiz.

| Personendaten    | Personendaten                                                   |
| ---------------- | --------------------------------------------------------------- |
| NAME             | Laager, Fridolin                                                |
| KURZBESCHREIBUNG | Schweizer Politiker der Bauern-, Gewerbe und Bürgerpartei (BGB) |
| GEBURTSDATUM     | 27. Mai 1883                                                    |
| GEBURTSORT       | Schöftland                                                      |
| STERBEDATUM      | 20. Januar 1975                                                 |
| STERBEORT        | Aarau                                                           |